# Madeleine Damerment

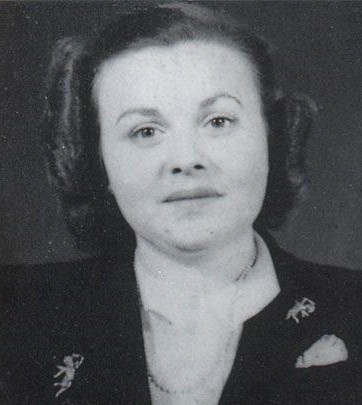
Madeleine Damerment

Madeleine Zoe Damerment (* 11. November 1917 in Lille; † 13. September 1944 im KZ Dachau) war eine Agentin der britischen nachrichtendienstlichen Spezialeinheit Special Operations Executive (SOE).

## Leben
Madeleine Damerment wurde als Tochter des Hauptpostmeisters von Lille geboren. Nach der Besetzung Frankreichs durch deutsche Truppen im Zweiten Weltkrieg wurde ihre Familie in der französischen Widerstandsbewegung (Résistance) aktiv. Die zweiundzwanzigjährige  Damerment arbeitete als Assistentin von Michael Trotobas für die Fluchtorganisation Pat-Line, die von Albert Guérisse aufgebaut worden war. Sie half abgeschossenen oder notgelandeten Piloten der britischen Royal Air Force, heimlich Frankreich zu verlassen. 1942 wurde die Gruppe verraten und Madeleine musste nach England fliehen.

## Agententätigkeit
In England wurde sie 1943 vom Special Operations Executive (SOE) angeworben und unter dem Tarnnamen „Solange“ als Kurierin für den Agenten-Ring Bricklayer ausgebildet. In der Nacht zum 28. Februar 1944 sprang sie zusammen mit den SOE-Agenten France Antelme und Lionel Lee per Fallschirm in der Nähe der Stadt Chartres in Frankreich ab und landete auf einem Feld.
Ihre Ankunft war verraten worden und sie wurden bei der Landung sofort von der Gestapo festgenommen. Sie wurde in das Hauptquartier des Sicherheitsdienstes (SD) in der Avenue Foch 84 in Paris verbracht und lange unter Folter verhört. Anschließend wurde sie in das Pariser Gefängnis Fresnes überstellt. Am 12. Mai 1944 brachte ein Lastwagen Damerment und sieben weitere in Fresnes festgehaltene SOE-Agentinnen (Yolande Beekman, Andrée Borrel, Eliane Plewman, Vera Leigh, Sonia Olschanezky, Diana Rowden und Odette Sansom) in das Gefängnis in Karlsruhe, wo sie als sogenannte „Schutzhäftlinge“ in Einzelhaft gehalten wurden.

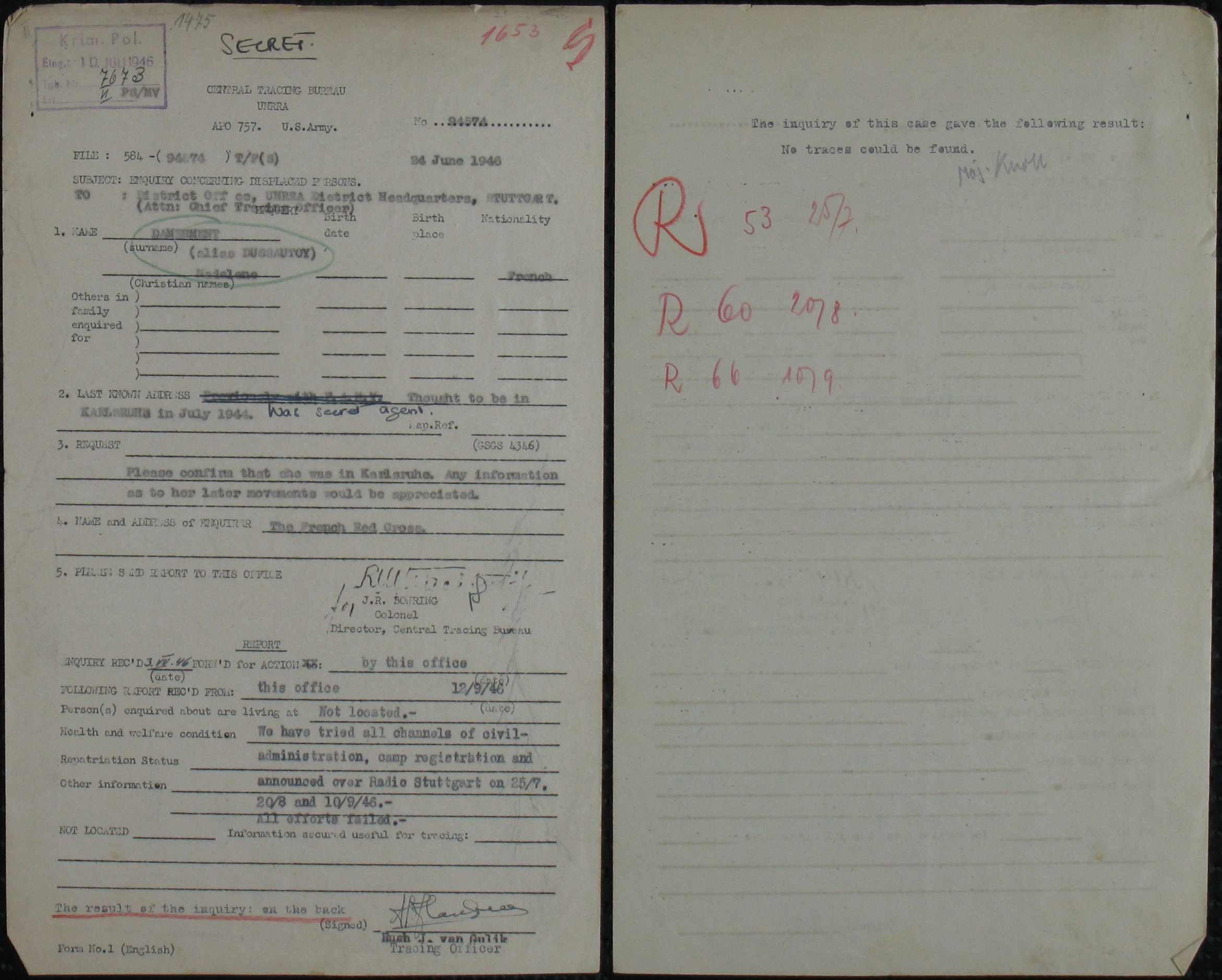
Nachkriegsbericht über die Bemühungen, Madeleine Damerment ausfindig zu machen. Sie wurde als S.O.E. Geheimagent, daher wurde der Bericht mit „SECRET“ (oben) gekennzeichnet.

In der Nacht zum 12. September wurde sie und Eliane Plewman, Yolande Beekman sowie die am Tag zuvor eingelieferte Noor Inayat Khan in das  Konzentrationslager Dachau deportiert. Am Morgen des 13. September 1944 mussten – nach offizieller Darstellung – die vier Frauen in der Nähe des Krematoriums auf dem sandigen Boden niederknien und wurden einzeln mit Genickschüssen getötet. Ihre Leichen wurden verbrannt.

## Ehrungen

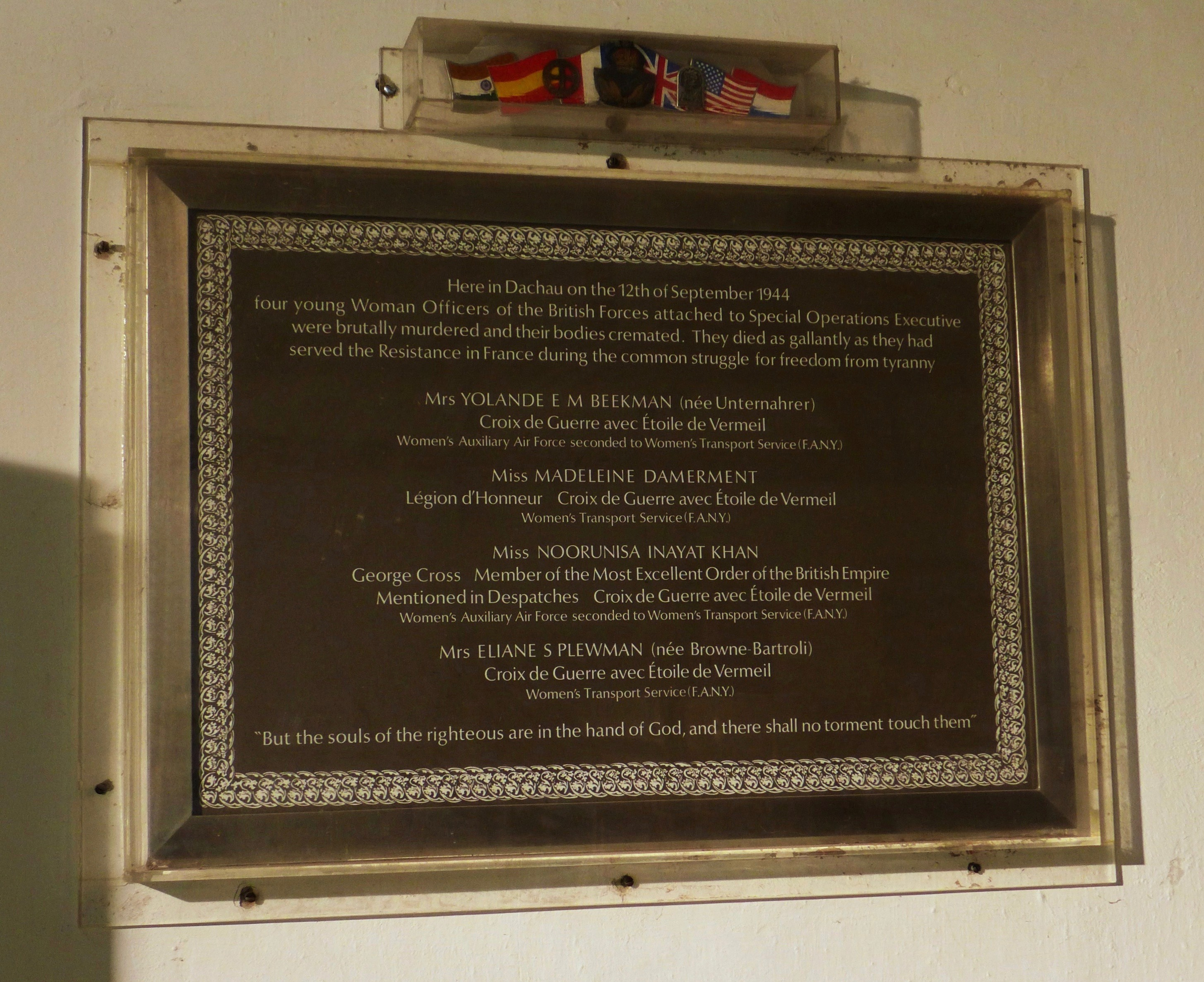
Gedenktafel für die britischen SOE-Kämpferinnen Y. Beekman, M. Damerment, N. Inayat Khan und E. Plewman im Krematorium des KZ Dachau

Posthum wurde Madeleine Damerment in England mit der Tapferkeitsmedaille King’s Commendation for Brave Conduct geehrt, ebenso auf einer Gedenktafel des Brookwood Memorial in Surrey. Frankreich verlieh ihr das Croix de guerre sowie die Médaille de la Résistance und ehrte sie mit der Aufnahme in die Legion d’Honneur. Weiterhin wird sie als eine von 91 Männern und 13 Frauen, die im Dienst von SOE für die Freiheit Frankreichs starben, auf dem SOE-Mahnmal in Valençay im Département Indre und auf einer Gedenktafel im Krematorium des KZ Dachau gewürdigt.